# Apache CouchDB
Apache CouchDB（読み：アパッチ カウチディービー）とは、ドキュメント指向のオープンソースデータベース。主に、Erlangで書かれている。NoSQL のグループに属し、複数台にスケールするように設計されている。Apache CouchDB は Couchbase と Cloudant によってサポートされている。

## 機能
- ドキュメントストレージ
- ACIDセマンティクス
- Map/Reduce ビューとインデックス
- 分散アーキテクチャとレプリケーション
- REST API
- 結果整合性